# 1678 Hveen
1678 Hveen је астероид главног астероидног појаса са пречником од приближно 39,86 .
Афел астероида је на удаљености од 3,507 астрономских јединица (АЈ) од Сунца, а перихел на 2,808 АЈ.
Ексцентрицитет орбите износи 0,110, инклинација (нагиб) орбите у односу на раван еклиптике 10,190 степени, а орбитални период износи 2049,834 дана (5,612 година).
Апсолутна магнитуда астероида је 10,90 а геометријски албедо 0,048.
Астероид је откривен 28. децембра 1940. године.